# Hordeum marinum subsp. gussoneanum
Hordeum marinum subsp. gussoneanum, podvrsta primorskog ječma raširenog od Mediterana do Himalaje, odakle je uvezen i na druge kontinente, Sjeverna Amerika, Australija, Afrika, Novi Zeland. Nekada je smatran posebnom vrstom (sinonim: Hordeum hystrix Roth).
U Hrvatskoj, gdje ga također ima, nema poseban naziv, a od ostalih su Orzo di Gussone (tal.) i Mediterranean Barley Grass (en.)